# Mastigaphoides
Mastigaphoides is een geslacht van rechtvleugeligen uit de familie sabelsprinkhanen (Tettigoniidae). De wetenschappelijke naam van dit geslacht is voor het eerst geldig gepubliceerd in 1965 door Weidner.

## Soorten
Het geslacht Mastigaphoides  is monotypisch en omvat slechts de volgende soort:
- Mastigaphoides haffneri (Weidner, 1965)